# Praeanaperus tetraposthia
Praeanaperus tetraposthia är en plattmaskart som beskrevs av Faubel och Regier 1983. Praeanaperus tetraposthia ingår i släktet Praeanaperus och familjen Anaperidae. Inga underarter finns listade i Catalogue of Life.